# فوم بتون
فوم بتن که با نام‌های بتن سبک سلولی، بتن با چگالی کاهش یافته شناخته می‌شود نوعی بتن است که از ترکیب یا تزریق فوم (slurry) با ماسه بادی یا دوغاب ساخته می‌شود. تقریباً هیچ ماده دانه درشتی در تهیه این نوع بلوک بتنی استفاده نمی‌شود بنابراین استفاده از واژه بتن از نظر فنی کمی اشتباه است. فوم بتن از بتون|اتوکلاو شده متفاوت است از این جهت که ماده آبکی شکل (slurry) آن از ترکیب و واکنش شیمیایی پودر آلومنیوم با کلسیوم هیدروکسید بدست می‌آید.

## تاریخچه
تاریخچه فوم بتن برمیگردد به اوایل دهه ۱۹۲۰ میلادی و تولید بلوک‌های اتوکلاو شده که بیشتر برای عایق کردن دیواره‌ها استفاده می‌شد. مطالعه دقیق روی ترکیب، ویژگی‌های فیزیکی و تولید فوم بتن برای اولین بار در سال ۱۹۵۰ تا ۱۹۶۰ صورت گرفت. طبق آن تحقیقات نوعی ماده افزودنی در اواخر دهه ۱۹۷۰ و اوایل دهه ۱۹۸۰ توسعه و ساخته شد که منجر به ظهور صنعتی فوم بتون در پروژه‌های ساختمانی شد. ابتدای کار این بلوک‌ها در هلند برای پر کردن نقاط خالی و تثبیت جداره پایینی طبقات ساختمان (زمین) استفاده می‌شد. بعداً تحقیقات بیشتر در هلندانجام شد که نشا داده این بلوک‌های فومی می‌توانند بسیار وسیع تر به عنوان مصالح ساختمانی استفاده شوند.

## پروسه تولید
فوم بتن معمولاً تشکیل شده از فوم یا همان ماده آبکی شکل شیمیایی به علاوه ماسه بادی یا دوغآب ساختمانی. این ماده آبکی شکل بعداً با فوم درون محفظه مخصوص میکس کردن بتون مخلوط و ترکیب می‌شود. این فوم با یک عامل فوم ساز به همراه آب و هوا در یک مولد تولید شده‌است. عامل فوم ساز باید قادر باشد تا حباب‌های هوا با درجه پایداری و مقاومت بسیار بالا در حین پروسه‌های فیزیکی و شیمیایی ترکیب و عمل آوری بتون ایجاد کند.
در نهایت مخلوط تولید شده به داخل قالب یا محل نصب بلوک‌های بتنی پمپ می‌شود و به خاطر وجود ماده آبکی شکل (ترکیب اب فوم هوا) مخلوط تولید شده به راحتی در منافذ وارد شده و پف می‌کند. بعد از گذشت شش تا هشت ساعت بسته به دما و رطوبت هوا بلوک بتونی شکل می‌گیرد و می‌توان آن را از قالب جدا کرد تا به اندازی دلخواه برش داد.
معمولاً بعد از تولید با تونل‌های بخار و در دمای ۷۰ درجه سانتی گراد به مدت یک روز نگهداری می‌شود تا پروسه عمل آوری در آن صورت پذیرد.

## ویژگی‌ها
فوم بتن یک نوع از مصالح ساختمانی کاملاً شکل پذیر است که پروسه تولیدش ساده و نسبتاً ارزان در مقایسه با بلوک‌های AAC است. این نوع از بتون‌ها به سادگی و ارزانی تولید می‌شوند و تأثیر جانبی و محیطی بسیار کمتری نسبت به مدل AAC دارند. انواع این بتن‌ها با چگالی بین ۲۰۰ کلیوگرم بر مترمکعب تا ۱۶۰۰ کیلوگرم بر مترمکعب تولید می‌شوند